# C/1965 S2 Alcock
C/1965 S2 Alcock è una cometa non periodica con orbita parabolica. La cometa è stata scoperta il 26 settembre 1965 dall'astrofilo inglese George Eric Deacon Alcock: si tratta della quarta cometa scoperta da Alcock, la sua scoperta ha richiesto 735 ore di osservazioni.
Unica particolarità di questa cometa è nell'avere una relativamente piccola MOID con il pianeta Urano e un'altra piccolissima con il pianeta Marte.